# هولندیل (میسیسیپی)
هولندیل (به انگلیسی: Hollandale) شهری در ایالت میسیسیپی کشور ایالات متحده آمریکا است که جمعیت آن در سرشماری سال ۲۰۱۰ میلادی، ۲٬۷۰۲
نفر بوده‌است.